# Adam af Bremen
Adam af Bremen (latin Adam Bremensis født ca. 1040 – død ca. 1081) var magister scolarum (skoleleder) ved katedralskolen i Bremen i Tyskland; han var præst, forfatter og historiker og en af de mest betydningsfulde tyske kronikører i middelalderen.
Han er berømt for sin krønike om ærkebispedømmet Hamborgs historie, Gesta Hammaburgensis ecclesiae pontificum (De Hamburgske ærkebiskoppers store gerninger) eller Adam af Bremens krønike, som er en vigtig kilde til danmarkshistorien fra o. 850 til ca. 1074 med vigtige oplysninger om livet i Norden. Han beskrev som den første Grønland og Vinland. Desuden tegnede han et særdeles vellignende kort over Skandinavien målt i dagsrejser.

## Baggrund
Det eneste, vi kender til Adams liv, er hentydninger fra hans egne krøniker. Han kom fra Meissen i Sachsen. Han var sandsynligvis født før 1050, og han døde 12. oktober antagelig 1076 senest 1085. Han var bekendt med flere forfattere. Hans ærestitel magister viser, at han havde gennemgået en højere uddannelse. Nogle mener, at han studerede ved domskolen i Magdeburg.
I 1066 eller 1067 inviterede ærkebiskop Adalbert af Bremen ham til kirken i Bremen for at forbedre bispesædets litterære anseelse. Adam blev accepteret af gejstligheden i Bremen, og i 1069 var han leder af katedralskolen, hvor han kaldtes for magister scolarum. Kort efter Adalberts død begyndte Adam at skrive historien for Bremen, Hamborg og de nordlige lande i sin Gesta.
Adam af Bremen havde store fordele af sin position; og missionen, der udgik fra kirken i Bremen, bidrog til at samle alle slags oplysninger om historien og geografien i det nordlige Tyskland. Han fik også mange oplysninger ved at rejse til Danmark, hvor han opholdt sig ved Svend Estridsens hof, hvor han hørte om Danmarks historie og geografi og om Norge og Sverige.
Bremen var en betydelig handelsby, og skibe, handelsfolk og missionærer drog derfra til mange forskellige steder. Det tidligere bispedømme i Hamborg var blevet angrebet og ødelagt gentagne gange, og bispedømmerne Hamborg og Bremen blev lagt sammen til fælles beskyttelse. I tre århundreder efter Ansgar stod Hamborg-Bremen for den nordlige mission og havde derfor jurisdiktion over alle missionærer i Norden, det nordvestlige Rusland, Island og Grønland. Efter at ærkebiskoppen i Hamborg og Bremen var blevet uenig med paven, blev der i 1105 etableret et selvstændigt ærkebispesæde i Lund, hvilket længe havde været ønsket af kongerne i Sverige og Danmark, for at de kunne frigøre sig fra det tyske favntag.

## Gesta
Adam af Bremens mest betydningsfulde værk er Gesta Hammaburgensis Ecclesiae Pontificum, specielt om de nordiske lande. Værket er på fire bind, hvoraf de tre første hovedsagelig omhandler historie, det sidste geografi. Adam baserede delvis sit arbejde på Einhard, Cassiodorus og andre historikere, som han kunne studere i kirkens bibliotek i Bremen. Den første udgave var færdig i 1075-1076, og han fortsatte med at revidere og opdatere den, til han døde i 1080'erne.
Første bind fortæller historien om kirken i Hamborg og Bremen og missionsvirksomheden i Norden fra år 788. Det er den vigtigste skriftlige kilde om Norden til 1200-tallet. Anden bog er om tysk historie 940 - 1045. Tredje bog handler om ærkebiskop Adalberts gerninger og betragtes som et vendepunkt for middelalderens biografiske skrifter.
Det fjerde bind Descriptio insularum Aquilonis blev antagelig fuldført i 1075 og omhandler geografi, folk og vaner i Norden foruden opdateringer om fremgangen for den kristne mission dér. Adam var talsmand for sin kirkes rolle i omvendelsen af folkene i Norden. Hensigten med værket var at inspirere og være vejviser for fremtidige missionærer, og dens detaljerede oplysninger, er den vigtigste kilde om det førkristne Norden, om end præget af forudindtagethed og misforståelser. Værket er også den første europæiske kilde, som nævner Vinland, som århundreder senere bliver kendt som Nordamerika.
Krøniken blev oversat til dansk i 1570-75 og første gang trykt i København i 1579 af Anders Sørensen Vedel efter en afskrift fundet i Sorø.

## Adam af Bremens fortælling om nordboerne
Meget af den information, Adam af Bremen samlede om Norden, stammede fra kong Svend Estridsen og kristne missionærer. Han har bidraget betydeligt om de førkristne lande, men også opdigtet  fakta.
Danskerne havde i henhold til Adam samlet sig meget rigdom gennem sørøveri, og vikingerne betalte skat til danskernes konge, men misbrugte også kongens tiladelse ved at røve og hærge i Danmark. «Og så snart nogen tog sin nabo til fange, bliver han ubarmhjertigt solgt som træl til enten ven eller fremmede.» Adam fortæller, at der var meget, som stred mod ret og retfærdighed.
Han nævner, at «kvinder sælges øjeblikkelig, hvis de bedriver utugt, men hvis mændene anklages for majestætsforbrydelse eller bliver taget på fersk gerning med noget andet ulovligt, vil de hellere halshugges end piskes. De kender ikke til anden straf end øksen og trældom, og selv når en mand er dømt, anses det som en hæder at være glad, for tårer, klager og andre tegn på anger, som vi anser for rigtigt, afskyr danskerne i den grad, at det ikke engang er tilladt for nogen at græde over sine synder eller over sine nærmeste døde.»
Om svenskerne siger Adam:
«Svenskerne mangler ingenting undtagen det hovmod, som vi elsker eller rigtigere tilbeder. Alt, som bare har med tom forfængelighed at gøre, som guld, sølv, prægtige heste, bæver- og mårskind, sager som vi beundrer til vanvid, regner de som ingenting. Det er kun i forhold til kvinder, de ikke kender noget mådehold: hver og én har alt efter mulighederne to eller tre hustruer samtidig, men de, som er rige eller høvdinge, har utallige.
De sønner, som de får, regnes som ægtefødte. Med døden straffes derimod den, som har samleje med sin næstes hustru eller voldtager en jomfru eller plyndrer naboens ejendom eller gør ham uret. Selv om nordboerne udmærker sig ved deres gæstfrihed, ligger svenskerne et skridt foran. De regner det som den værste skam at nægte en rejsende gæstevenskab, ja, der hersker et ivrigt kapløb om, hvem som anses for at være værdig til at modtage gæsten. Der vises denne al mulig venlighed, og så længe, som han ønsker, føres han hjem til den ene efter den anden af værtens venner. Sådanne smukke træk findes der blandt deres sædvaner.
Svenskerne består af mange stammer, som udmærker sig ved såvel styrke som bevæbning, foruden at de er lige fremragende krigere til hest som til søs. Derfor ser man, at de har magt til at holde orden på de andre nordiske folk. De har konger af gammel slægt, men deres magt er begrænset af folkets vilje. Hvad alle har bestemt, skal kongen stadfæste, hvis ikke hans mening er bedre; da kan de stundom, om end nødig, følge den.»
Om nordmænd siger Adam:
«De klarer sig med det, de får fra deres husdyr, idet de anvender mælk til føde og uld til klæder. Derfor fostrer landet mange tapre krigere, som oftere angriber, end de selv bliver angrebet. De lever på god fod med svenskerne, men iblandt angriber de, dog ikke ustraffet danskerne, som er lige så fattige, som de selv er. De er også de mest nøjsomme og sætter størst pris på enkelhed og mådehold i både madvaner og skikke. Mange steder i Norge og Sverige anses husdyrbrugerne som fornemme personer, som lever på patriarkers vis og af deres hænders arbejde.»

## Tekstkilder

### Tekstkilder online
- Digitale faksimiler af middelalderlige kilder til Gesta Hammaburgensis ecclesiae pontificum på Det Kongelige Bibliotek (håndskrifterne GKS 718 2°, GKS 2296 4° & NKS 1463 2°)
- Adam of Bremen, Gesta Hammaburgensis ecclesiae pontificum, latinsk udgave online.
- Adam af Bremen, Adam af Bremens Kirkehistorie, oversat af P. W. Christensen, dansk udgave online
- Ór Hamborgar historíu, et uddrag af Adam of Bremen oversat til norrønt fra Flateyjabók.

### Trykte tekstkilder
- Adam af Bremens krønike. Dansk udgave ved Allan A. Lund. Illustreret af Jørgen Kraglund. 300 sider. Forlaget Wormianum 2000. ISBN 87-89531-01-9
- Adam of Bremen, History of the Archbishops of Hamburg-Bremen, Engelsk oversættelse ved F.J. Tschan, Columbia UP, 2002, ISBN 0-231-12575-5.
- Harald Blåtands død, Niels Lund 1998